# Parroquia de las Islas Malvinas

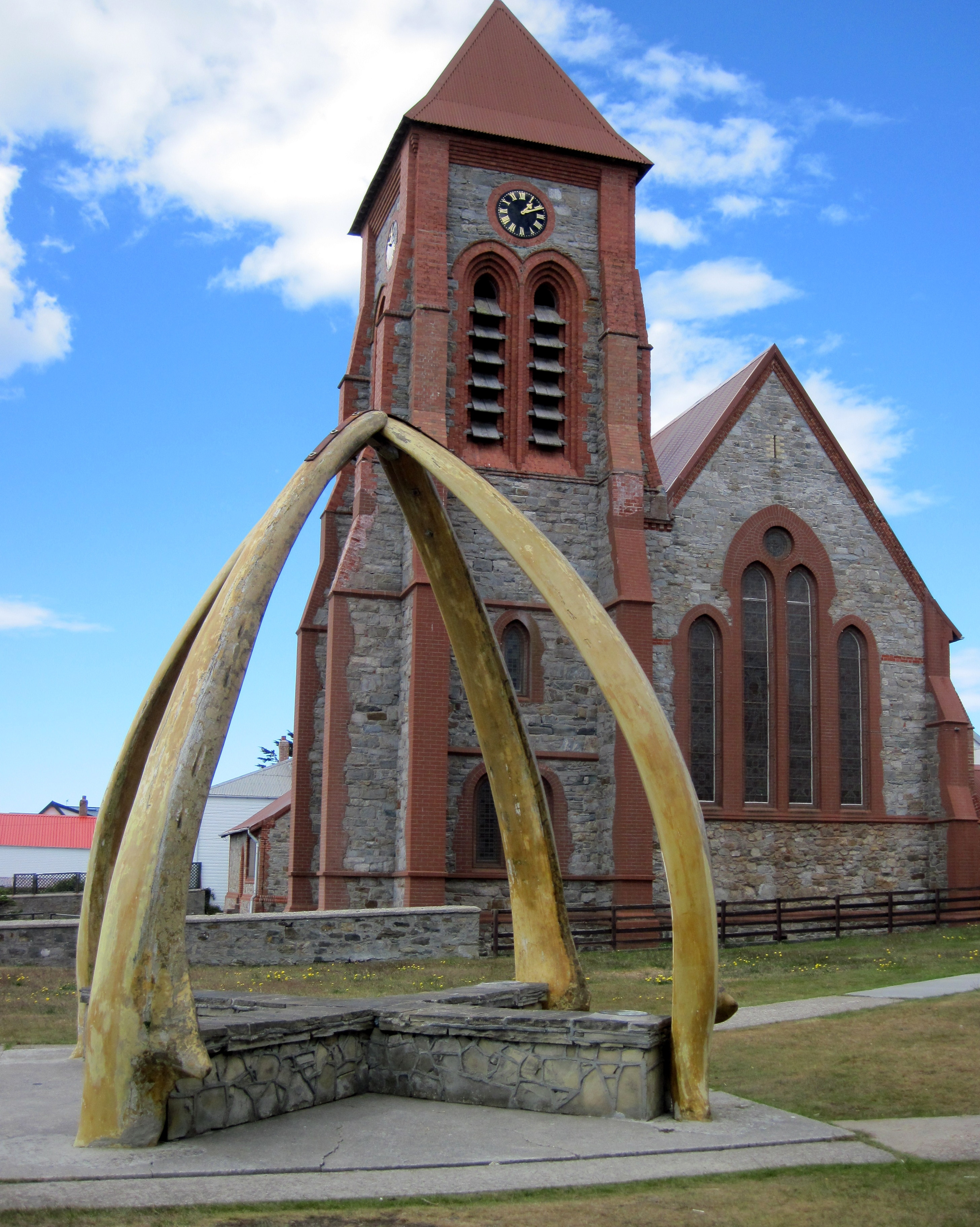
Catedral de Puerto Argentino/Stanley

La Parroquia de las Islas Malvinas (en inglés: Parish of the Falkland Islands) - anteriormente una diócesis de la Iglesia de Inglaterra, conocida como la Diócesis de las Islas Malvinas - es una iglesia extra-provincial en la Comunión anglicana encabezada por el obispo de las Islas Malvinas. Hasta bien entrado el siglo XX el obispo de las islas tenía autoridad episcopal sobre toda la América del Sur, hasta que el poder pasó al obispo de Buenos Aires. En 1982, la autoridad episcopal argentina sobre las Islas Malvinas fue abolida y el rector de la catedral ahora depende directamente del arzobispo de Canterbury (quien es al mismo tiempo también el obispo de las Islas Malvinas), mientras recibe orientación pastoral del Obispo de Chile en Santiago.
La principal iglesia es la Catedral de la Iglesia de Cristo en Puerto Argentino/Stanley.

## Historia
Waite Stirling fue ordenado el primer obispo de la diócesis en 1869. Después de su mandato, la historia de la diócesis las Islas Malvinas siguió en gran medida el crecimiento y la disminución de las fortunas de la Sociedad Misionera de América del Sur. En 1910 la diócesis se dividió por primera vez en la "Costa Este" y "Costa Oeste". El Obispo Every se convirtió en obispo de Argentina y el este de América del Sur, y el obispo Lawrence Blair se convirtió en obispo de las Islas Malvinas, que incluyó la supervisión en Chile, Bolivia y Perú. Dimitió en 1914 y obispo Every asumió el cargo. En 1910 fue también el año de la Conferencia Misionera Mundial de Edimburgo.
Norman de Jersey fue obispo durante 15 años. En 1934 fue sucedido por John Weller. Las limitaciones financieras causaron que se consoliden, convirtiéndose en obispo de Argentina y el este de América del Sur, manteniendo la supervisión de las Islas Malvinas, que técnicamente era una sede vacante hasta 1946. Daniel Evans, antes en Río de Janeiro, se hizo cargo en 1946, cuando la diócesis fue una vez más unida como la Diócesis de las Islas Malvinas, abarcando casi toda América del Sur. Murió de un ataque al corazón en el sur de Chile en 1962.
Después de una convención en Cuernavaca, México, en 1963, la Iglesia anglicana sufrió cambios dramáticos y la gran diócesis se dividió en tres partes. La Costa Oeste abarcó la Diócesis de Chile, Bolivia y Perú con el obispo Kenneth Howell y Cyril Tucker fue consagrado en dos mandatos separados, uno como Obispo de Argentina y el este de América del Sur, y el otro como Obispo de las Islas Malvinas. Las Sociedades Misioneras jugaron un papel importante en el financiamiento y el establecimiento de los dos obispados.
Como resultado del aumento de la actividad de las Sociedades Misioneras, se crearon más diócesis: en 1973 el norte de Argentina y Paraguay, la diócesis de Perú en 1977, Uruguay en 1988 y Bolivia en 1996 (ahora parte de la Provincia anglicana del Cono Sur de América). Las diócesis de América del Sur se unieron para formar el Consejo Anglicano de América del Sur, que incluye las Islas Malvinas. Esto resultó ser inadecuado para las congregaciones de las Malvinas, ya que los procedimientos se llevaron a cabo en español, y la mayoría de los habitantes de las islas son de habla inglesa.
En 1978, el arzobispo de Canterbury, Donald Coggan, asumió la responsabilidad personal por las Islas Malvinas, con la supervisión episcopal ejercido por su comisario. El primer comisario episcopal para las Islas Malvinas fue obispo Richard Cutts en Buenos Aires, un misionero anglo-argentino y ex en África, que había sucedido al Obispo Tucker en 1975. En 1982, durante la Guerra de las Malvinas muchos soldados británicos quedaron bajo la supervisión episcopal del obispo de las Fuerzas Armadas Británicas. El arzobispo de Canterbury decidió ejercer su responsabilidad al dar su comisión para cualquier obispo visitar las islas. En enero de 2007 Stephen Venner fue nombrado comisario episcopal. El comisario episcopal es también conocido como el "obispo para las Islas Malvinas".
Desde 1978, el clero de la catedral han adoptado el cargo de rector. El puesto fue ocupado sucesivamente por Harry Bagnall (1979-1986), John Murphy, Stephen Palmer (1991-1996), Alistair McHaffie (1998-2003), Paul Sweeting (2003-2007), y Richard Hines (desde 2007).